# Uwe Hohn

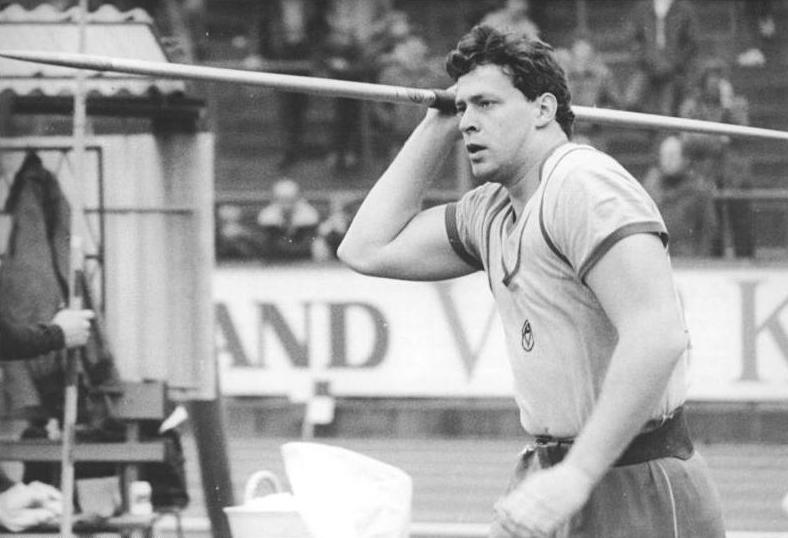
Uwe Hohn, maj-1984.

Uwe Hohn, född 16 juli 1962 i Neuruppin i Östtyskland, är en tidigare östtysk (numera tysk) före detta spjutkastare som blev först i världen att nå den magiska 100-metersgränsen; detta med ett kast på 104,80 m vid en gala i Östberlin 1984. I likhet med många andra östtyska idrottsrekord från 70- och 80-talen som är dock Hohns resultat ifrågasatt som ett resultat av tung dopning understödd av den östtyska staten. 

## Idrottskarriär
Efter Hohns kast på 104,80 meter år 1984 ansåg internationella friidrottsförbundet att man var tvungna att ändra reglerna för herrarnas spjutkastning då arenorna inte längre räckte till. År 1986 lanserades därför ett nytt spjut där tyngdpunkten hade flyttats fram. Därmed kom kasten att bli kortare och framför allt landade spjuten alltid med spetsen först, vilket inte alltid skett med de gamla spjuten.
För Hohn själv blev karriären dalande. Östblockets bojkott av OS 1984 i Los Angeles och stora skadeproblem medförde att han därefter inte förekom i större sammanhang. En EM-medalj från 1982 blev den forne östtyskens enda större framgång – förutom själva rekordkastet – och redan 1986 avslutades den aktiva karriären.